# Niedersächsische Motorenwerke
Die Niedersächsische Motorenwerke G.m.b.H., abgekürzt NIEMO oder NIMO, war ein Rüstungsunternehmen aus Braunschweig während der Zeit des Nationalsozialismus, das hauptsächlich Flugmotoren für die deutsche Luftwaffe produzierte.

## Unternehmensgeschichte
Auf Anordnung des Reichsluftfahrtministeriums wurden die NIEMO 1935 als selbständiges Tochterunternehmen der Büssing NAG – Vereinigte Nutzkraftwagen AG gegründet. Standort war Querum, heute ein Stadtteil im Nordosten Braunschweigs, wo sich jetzt der Flughafen Braunschweig und das Deutsche Zentrum für Luft- und Raumfahrt befinden. An Bau und Planung der Gebäudekomplexe war unter anderem der Architekt und spätere Braunschweiger Oberbaurat Friedrich Wilhelm Kraemer beteiligt.

### Rüstungsbetrieb
Ab 1936 wurden bei der NIEMO Flugmotoren von Daimler-Benz und BMW in Lizenz gebaut, um den großen Bedarf der Luftwaffe zu decken. 1937/38 wurden die Werksanlagen erweitert. Im Zeitraum von 1939 bis 1944 verließen 15.872 Motoren das Werk, davon allein 1944, in der Hochphase des Bombenkrieges, über 6000.

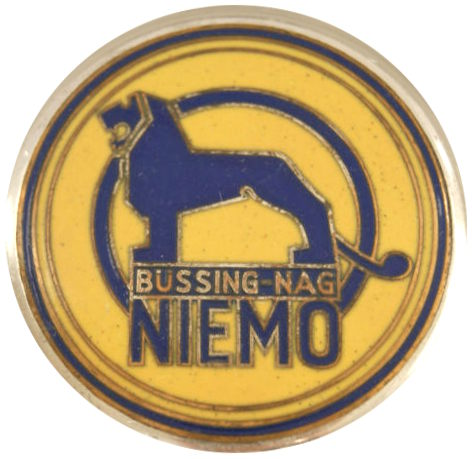

Während des Zweiten Weltkrieges waren die NIEMO neben Büssing und den Luther-Werken der größte Industriebetrieb in Braunschweig. Zeitweise arbeiteten dort über 7500 Personen, wovon 4138 zivile Fremdarbeiter und 527 Kriegsgefangene waren.
Ab 1944 wurde die Rüstungsindustrie der Stadt zunehmend Ziel alliierter Bombenangriffe (s. z. B. Big Week), in deren Verlauf auch die Niedersächsischen Motorenwerke mehrfach gezielt angegriffen und getroffen wurden. Obwohl die Zerstörungen teilweise gravierend waren, gelang es dennoch, die Produktion bis zum Kriegsende aufrechtzuerhalten, weil die NIEMO bis 1944 ca. 75 % ihrer Produktionskapazitäten ausgelagert hatten.

### Nachkriegszeit
Die noch intakt gebliebenen Anlagen wurden zunächst teilweise demontiert, bevor 1946 mit dem Wiederaufbau begonnen wurde. Ende der 1950er Jahre wurde die Büssing AG Eigentümerin des Werkes, das allerdings 1960 aus dem Handelsregister gelöscht wurde.

## Lager für Zwangsarbeiter bei NIEMO/Büssing
- KZ-Außenlager Schillstraße
- Kralenriede
- Rühmerberg
- Schuntersiedlung
- Mascherode
- Schützenplatz[4]
- Dietrich-Klagges-Stadt
- KZ-Außenlager SS-Reitschule
- Entbindungsheim für Ostarbeiterinnen, Broitzemer Straße 200, heute Münchenstr.[5]